# Sestina
La sestina, ou sestine, est une forme de la versification italienne.
La sestina est, au sens rigoureux, une sorte de chanson composée de six stances, dont chacune est formée de six vers, ordinairement hendécasyllabes. Les rimes reviennent dans un ordre déterminé, comme dans le rondeau. La sestina ainsi réglée avait beaucoup de ressemblance avec la sextine (ou sixtine) des troubadours, qui, par l’agencement sextuple des rimes dans les six couplets et leur répétition dans l’envoi, était, selon Ginguené, la plus recherchée des formes provençales.
On appelle aussi sestine la simple strophe de six vers, qui sert dans le genre héroï-comique, dans la satire, dans l’épigramme. La Secchia rapita, de Tassoni, est écrite en sestines. 

## Source
- Gustave Vapereau, Dictionnaire universel des littératures, Paris, Hachette, 1876, p. 1868